# Kanton Belmont-sur-Rance
Kanton Belmont-sur-Rance (francouzsky Canton de Belmont-sur-Rance) je francouzský kanton v departementu Aveyron v regionu Midi-Pyrénées. Tvoří ho šest obcí.

## Obce kantonu
- Belmont-sur-Rance
- Montlaur
- Murasson
- Mounes-Prohencoux
- Rebourguil
- Saint-Sever-du-Moustier